# Black Rose (альбом Шер)
«Black Rose» — сімнадцятий студійний альбом американської співачки та акторки Шер. Перший альбом її рок-гурту «Black Rose», випущений 21 серпня 1980 року на лейблі «Casablanca Records». На відміну від двох попередніх альбомів Шер (особливо «Take Me Home»), «Black Rose» став комерційно провальним, його продажі у світі склали лише близько 400 000 копій.

## Про альбом

### Історія
До 1980 року диско-музика почала втрачати популярність, у моду увійшли панк та «нова хвиля». Того ж року Шер та її тодішній хлопець, гітарист Лес Дудек — створили гурт «Black Rose».
Ще до укладення контракту з «Casablanca Records», «Black Rose» вважався незалежним рок-гуртом, який виступав в невеликих клубах Лос-Анджелеса та околиць, намагаючись завоювати увагу публіки без слави Шер. Зрештою Шер стала солісткою гурту, його іншими учасниками були Лес Дудек, Гарі Фьоргісон, Майкл Фінніган, Воррен Хем, Рокет Рітчотт та Трей Томпсон. Альбом «Black Rose» став останнім для Шер випущеним на лейблі «Casablanca Records», його продюсером був Джеймс Ньютон Говард. Ім'я Шер не вказувалося на обкладинці альбому, а її обличчя було представлено лише на загальному знімку гурту на зворотному боці платівки.
У 1980 році Шер казала про гурт та свій новий образ: «Ми були провісниками певного типу музики, певного типу одягу та іншого лайна. Але було важко боротися з моїм образом у блискучій сукні з обкладинки „National Enquirer“. Люди забувають, що джинсів-клеш не було до того, як я стала їх носити».
Цей альбом став першою роботою Шер, що містив рок-звучання, яке характеризує її подальші роботи на лейблі «Geffen Records». Альбом був провальним й багато фанатів Шер не визнали його. Після комерційних невдач гурт розпався вже наступного року. Цей період залишається одним із найневідоміших і невивчених етапів кар'єри Шер. Фактично, у багатьох біографіях ця ера або розглядається, або згадується.
1999 року в Німеччині лейбл «Spectrum Records» перевидав альбом на компакт-диску (CD). На його обкладинці зобразили Шер, яка співає на концерті, а диск підписали як альбом Шер, а не гурту «Black Rose».
У серпні 2020 року лейбл «Rock Candy Records» випустив оновлену версію до 40-річчя альбому. Ремастування альбому зробив Джон Естлі. Також наприкінці 2020 року вийшло видання альбому на фіолетовому вінилі (LP), це видання включає дві пісні, що раніше не видавалися: «Desperado» і «I Shall Be Released».

### Другий альбом
Були також чутки про наступний альбом гурту, записаний у проміжку між 1980 та 1981 роками. Деякі пісні з нього були заспівані під час міні-туру «The Black Rose Show», у тому числі «Ain't Got No Money» та «Dirty Old Man». Цей проект, однак, було скасовано. Пісня «Don't Trust That Woman», написана Шер та Лесом Дудуком, створювалася для альбому, однак, була відхилена. Дудек пізніше записав пісню для свого альбому, а потім пісню записав сер Елтон Джон.

## Просування
У рамках промокампанії альбому гурт відвідав шоу «The Tonight Show Starring Johnny Carson», де вони під фонограму виконали пісні «Never Should've Started» та «Julie». Також вони з'явилися на телешоу «The Midnight Special», де заспівали наживо «Never Should've Started», «Julie», «You Know It» та кавер пісні Френкі Міллера «Ain't Got No Money». Також гурт відвідав телепередачу «The Merv Griffin Show».

### The Black Rose Show
Для підтримки продажів Шер та гурт вирушили до міні-туру «The Black Rose Show» Північною Америкою. Вони виконували «Never Should've Started», «Julie», «You Know It», «Ain't Got No Money», невелику інтродукцію гурту та «Dirty Old Man». Вони також виступали на розігріві гурту «Hall & Oates». Костюми гуртом були розроблені Бобом Макі. Гурт виступав в Пенсільванії, Центральному парку, Центрі мистецтв Гарден-Стейт у Холмдел-Тауншипі та інших місцях.

#### Сет-лист
1. «Intro»
2. «Never Should Have Started»
3. «Julie»
4. «Take it from the Boys»
5. «88 Degrees»
6. «Déjà Vu (Da Voodoo's In You)»
7. «Fast Company»
8. «Ain't Got No Money»

Джерело:

#### Концерти
| Дата             | Місто           | Країна | Місце                                 |
| ---------------- | --------------- | ------ | ------------------------------------- |
| Північна Америка |                 |        |                                       |
| 15 серпня 1980   | Коламбія        | США    | Merriweather Post Pavilion            |
| 16 серпня 1980   | Філадельфія     | США    | Mann Music Center                     |
| 17 серпня 1980   | Голмдел Тауншип | США    | Garden State Arts Center              |
| 20 серпня 1980   | Бетлегем        | США    | Stabler Arena                         |
| 21 серпня 1980   | Норт-Тонаванда  | США    | Melody Fair Music Theater             |
| 23 серпня 1980   | Нью-Йорк        | США    | Dr Pepper Central Park Music Festival |

## Відгуки критиків
Рецензії були досить змішаними, критики ставили під сумнів правдоподібність Шер і порівнювали «Black Rose» з іншими гуртами „нової хвили“, особливо з „Blondie“». Журнал «Billboard» оцінив альбом так: «він формує стиль „нової хвилі“, який відповідає рок-звучанню, з яким асоціюються головні члени гурту… Особливо тішить в альбомі вокал Шер, він емоційний та сповнений життя». У журналі «People» говорилося, що «тремтливий, надмірно манерний вокал Шер на цьому LP вимагає всієї можливої допомоги, і вона отримує більше, ніж заслуговує» і «Цей альбом можна було б значно покращити, якби його перезаписав „Гурт без співака“».

## Трек-лист
| #  | Назва                     | Автор                                                      | Тривалість |
| -- | ------------------------- | ---------------------------------------------------------- | ---------- |
| 1. | «Never Should've Started» | Девід Фостер Девід Пейч Джеймс Ньютон Говард Валері Картер | 4:14       |
| 2. | «Julie»                   | Берні Топін Майк Чепмен                                    | 3:21       |
| 3. | «Take It From the Boys»   | Керол Байєр Сейджер Брюс Робертс                           | 4:59       |
| 4. | «We All Fly Home»         | Джонні Вастано Віні Понча Вінс Понча                       | 3:56       |
| 5. | «88 Degrees»              | Філ Браун                                                  | 5:57       |
| 6. | «You Know It»             | Лес Дудек                                                  | 3:20       |
| 7. | «Young and Pretty»        | Еллі Вілліс Річард "Т Бір" Герштайн                        | 4:03       |
| 8. | «Fast Company»            | Фред Моллін Ларрі Моллін                                   | 3:47       |

## Творці альбому
| - Шер — головний вокал - Лес Дудек — гітари, вокал - Рон «Рокет» Рітчотт — гітари, бек-вокал - Філ Браун — додаткова гітара у «88 Degrees» - Майк Фінніган — клавішні, бек-вокал - Джеймс Ньютон Говард — продюсер звукозапису, синтезатор, клавішні - Майкл Боддікер — синтезатор, клавішні - Стів Поркаро — синтезатор, клавішні - Девід Пейч — клавішні, бек-вокал - Трей Томпсон — бас - Гарі Фьоргісон — ударні - Макс Гроненталь — бек-вокал - Воррен Хем — бек-вокал | - Джон Таунсенд — бек-вокал - Енн Стрір — виробничий координатор - Мік Мізаускі — інженер - Том Нокс — інженер - Дана Летем — інженер - Боб Шапер — інженер - Скіп Сейлор — асистент інженера - Джин Мерос — асистент інженера - Террі Крістіан — асистент інженера - Білл Шні — мікшування - Майк Різ — мастерінг - Джон Кош — артдиректор, дизайн - Аарон Рапопорт — фотографування |